# كاتدرائية كريستال
| Crystal Cathedral (2007) الطائفة الكنيسة الرومانية الكاثوليكية الطائفة السابقة الكنيسة الإصلاحية في أمريكا (1980–2012) الموقع christcathedralcalifornia .org التاريخ التأسيس 1955 المؤسسون روبرت شولر تاريخ التخصيص 1980 المعلومات المعمارية المعماريون فيليب جونسون النمط المعماري عمارة ما بعد الحداثة الإدارة أبرشية أبرشية الرومان الكاثوليك في أورانج [لغات أخرى] ‏ راعي (أبرشية) أبرشية الرومان الكاثوليك في أورانج [لغات أخرى] ‏ تعديل مصدري - تعديل |                                         |
| Crystal Cathedral |                                         |
| (2007) |                                         |
| |                                         |
| الطائفة | الكنيسة الرومانية الكاثوليكية           |
| الطائفة السابقة | الكنيسة الإصلاحية في أمريكا (1980–2012) |
| الموقع | christcathedralcalifornia.org           |
| التاريخ |                                         |
| التأسيس | 1955                                    |
| المؤسسون | روبرت شولر                              |
| تاريخ التخصيص | 1980                                    |
| المعلومات المعمارية |                                         |
| المعماريون | فيليب جونسون                            |
| النمط المعماري | عمارة ما بعد الحداثة                    |
| الإدارة |                                         |
| أبرشية | أبرشية الرومان الكاثوليك في أورانج ‏     |
| راعي (أبرشية) | أبرشية الرومان الكاثوليك في أورانج ‏     |
| تعديل مصدري - تعديل |                                         |

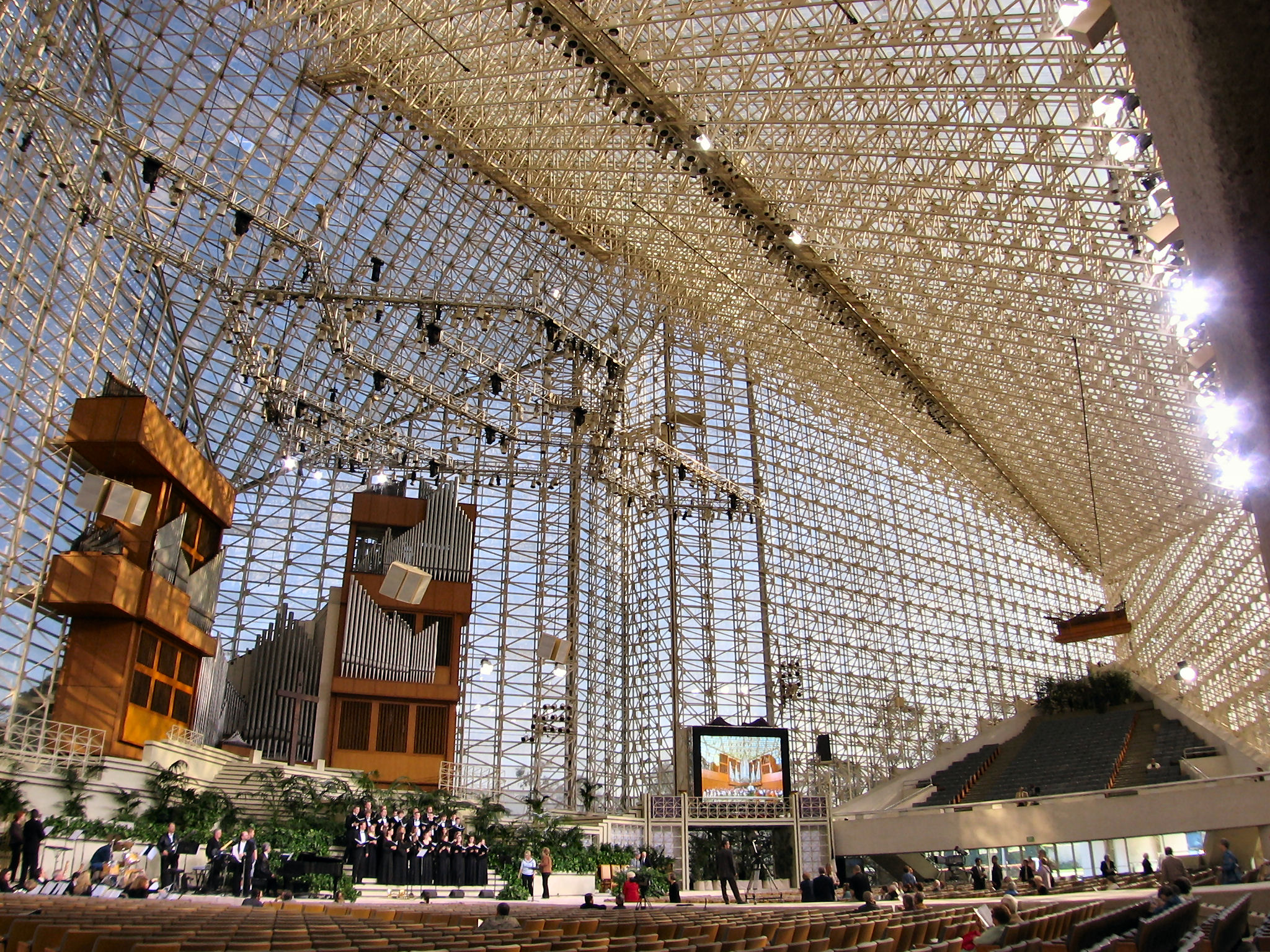
الكنيسة من الداخل في عام 2005

كاتدرائية كريستال (بالإنجليزية: Crystal Cathedral)‏ هي بناء لكنيسة على الطراز القوطي الروماني بمنطقة أورانج في غاردن غروف ، مقاطعة أورانج، كاليفورنيا، في الولايات المتحدة. هذا البناء الزجاجي العاكس، والذي صممه المهندس المعماري الأمريكي فيليب جونسون على طراز مدرسة ما بعد الحداثة، واكتمل البناء في عام 1980. وتحتوي على 2736 مقعد. وهي أكبر مبنى زجاجي في العالم،  وكان لديها واحد من أكبر الآلات الموسيقية في العالم، جهاز هازل رايت التذكاري.
حتى عام 2013، كان المبنى هو المكان الرئيسي للعبادة لوزراء كاتدرائية كريستال ومجموعة المصليين المعتادين على الكنيسة البروتستانتية في أمريكا، التي تأسست في عام 1955 من قبل روبرت شولر. تعرضت كاتدرائية كريستال للإفلاس في أكتوبر 2010، وفي فبراير 2012 تم بيع المبنى وحرمها المجاور لأبرشية الروم الكاثوليكين في مقاطعة أورانج لتكون كاتدرائية جديدة لمقر الأبرشية. ويجري حاليا تجديد المبنى، خصوصا من الداخل، وذلك لاستيعاب القداس الروم الكاثوليكين، ومن المقرر أن يعاد فتحها في عام 2017، في الوقت المتوقع أن يتم تكريسها للأبرشية وتسميتها رسميا كاتدرائية المسيح وتصبح مقر أبرشية أورانج.

## التاريخ

### الأصول والبناء
تأسس مجمع كنيسة غاردن غروف في عام 1955 من قبل روبرت شولر وزوجته أفريلا  إحدى المؤسسات التابعة للكنيسة البروتستانتية في أمريكا، والكنيسة قدمت أول الخدمات في المساحات المستأجرة في مسرح أورانج المتنقل.
في عام 1961، انتقل جماعة المصليين إلى الحرم الجديد الذي صممه المهندس المعماري ريتشارد نيوترا. في عام 1968، أكملت الجماعة برج الأمل لتوفير المكاتب والفصول الدراسية ولكن أدى استمرار النمو إلى الحاجة إلى منشأة جديدة. [بحاجة لمصدر] وقام شولر بتصميم منشأة فريدة من نوعها ذات جدران مصنوعة من الزجاج ومن ثم تم تكليف المهندس المعماري فيليب جونسون. كان تصميم فيليب جونسون يعتبر بمثابة امتداد لوجهة النظر التعبيرية الخاصة بالألماني هيرمان فينسترلين. بدأ بناء كاتدرائية كريستال في عام 1977 واكتمل بناؤها في عام 1980، الذي كان بتكلفة 18 مليون دولار. والأجزاء المستطيلة الزجاجية التي يتألف منها الهيكل الخارجي للمنشأ. تم لصقها باستخدام الغراء المثبت على السيليكون. وتهدف هذه الفكرة إلى مساعدة البناء على الصمود أمام الزلازل التي تبلغ قوتها 8.0 درجات. شيد المبنى باستخدام أكثر من 10000 لوح مستطيل من الزجاج.
بعد أن تم الانتقال من حرم نيوترا القديم إلى مبنى جونسون الجديد في عام 1981، غيرت الجماعة اسم المبنى إلى «كاتدرائية كريستال» – وهذا الوصف مستمد من مظهر المبنى الخارجي. في الواقع، لم يكن المبنى مصنوعا من الكريستال ولا يقصد به أن تكون كاتدرائية حقيقية، انما تعتبر المقر الرسمي لأساقفة (كاثيدرا) – قبل قدوم جماعة المصليين. وأضافت الجماعة المصلى في عام 1990.

### افلاس 2010
وابتداء من عام 2010، قدم الوزراء الدائنين من كريستال كاتدرائية دعاوى قضائية لتحصيل الأموال المستحقة لتوفير السلع والخدمات والبث التليفزيوني الأسبوعي. وقال عضو مجلس إدارة أن إجمالي الديون كانت 55 مليون دولار.

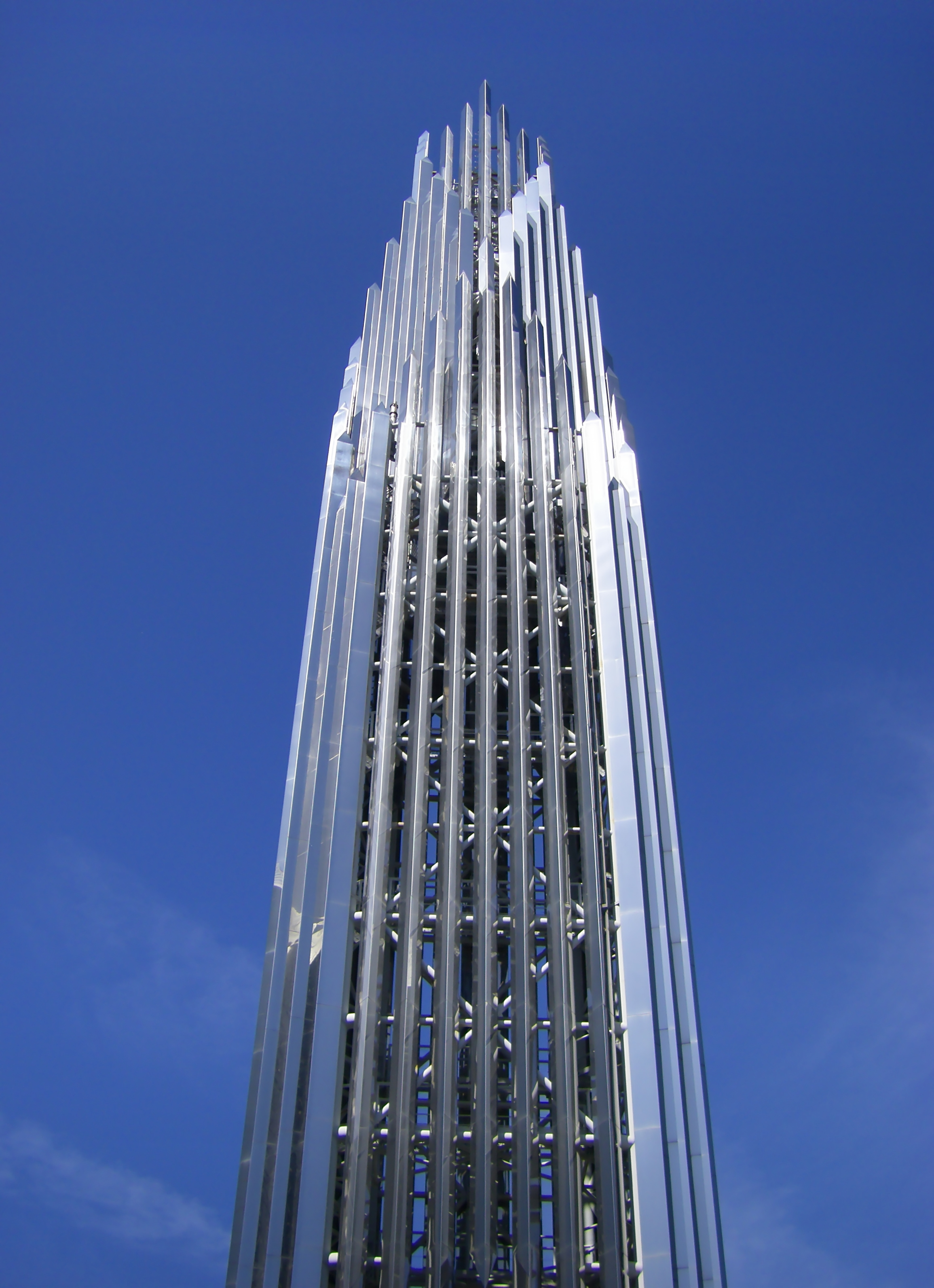
مقر الصلاة في 2009

وتعرض مجلس إدارة الكنيسة للإفلاس 18 أكتوبر 2010، فضلا عن الديون التي بلغت 43 مليون دولار بما في ذلك الرهن العقاري الذي تكلف 36 مليون دولار و7500000 دولار في الديون الأخرى. وقال مسؤولو الكنيسة الذين كانوا يحاولون التفاوض بشأن المدفوعات ولكن بعد أن تم تقديم العديد من الدعاوى وصدرت أوامر بالحجز على الكنيسة لإعلان افلاسها.
تلقت الكنيسة العديد من العروض من مجموعة الاستثمار العقاري وجامعة تشابمان المجاورة.

### الشراء من قبل أبرشية أورانج
في 7 يوليو 2011، قامت أبرشية الروم الكاثوليكية في مقاطعة أورانج، واتي كانت تسعى لفترة طويلة لبناء كاتدرائية جديدة أكبر في أو حول سانتا آنا، أعلنت أنه «يحتمل أن تكون مهتمة» بشراء حرم الكنيسة لاستخدامها في المستقبل كمقر للأبرشية داخل الكاتدرائية. بعد أسبوعين، زادت الأبرشية العرض الأول من 50 مليون دولار إلى 53600000 دولار التي تضمنت توفير الإيجار مرة أخرى بأسعار أقل من السوق لفترة من الزمن. . في 17 نوفمبر 2011، وافق القاضي الاتحادي على بيع كاتدرائية كريستال لأبرشية أورانج بمبلغ 57500000 دولار.
بعد أيام من حكم القاضي، قامت الصحيفة الايطالية لا ستامبا باستخدام صورة لكاتدرائية كريستال كصورة توضيحية تقرير مقالة لجنة الفاتيكان «لوضع حد لطرز الكنائس، والهياكل الانشائية الجريئة التي تغير من طبيعة الأماكن الحديثة للعبادة الكاثوليكية.» وافق الفاتيكان على استخدام المبنى بعد أسبوعين من حكم القاضي.
تم الانتهاء من البيع للأبرشية في 3 فبراير 2012. وبموجب الشروط، تم السماح لوزارات كاتدرائية كريستال لاستئجار الكنيسة لمدة تصل إلى ثلاث سنوات؛ عرضت أبرشية كاتدرائية كريستال على الوزارات عقد إيجار على المدى الطويل في شارع كنيسة كاليستوس القريب. تم نقل رعية الأبرشية في وقت لاحق إلى حرم كاتدرائية كريستال. وتم نقل المقبرة إلى الحرم في وقت لاحق، وأنشأت الأبرشية مكاتب في الحرم بعد فترة وجيزة. وقال تود براون، أحد أساقفة أورانج في ذلك الوقت، أن الأبرشية تخطط لتوظيف مهندس معماري لتجديد المنشأ من الداخل «لذلك سوف يكون المكان مناسب للعبادة الكاثوليكية»، ولكن دون أن تسبب تغيير كبير في الشكل الخارجي.

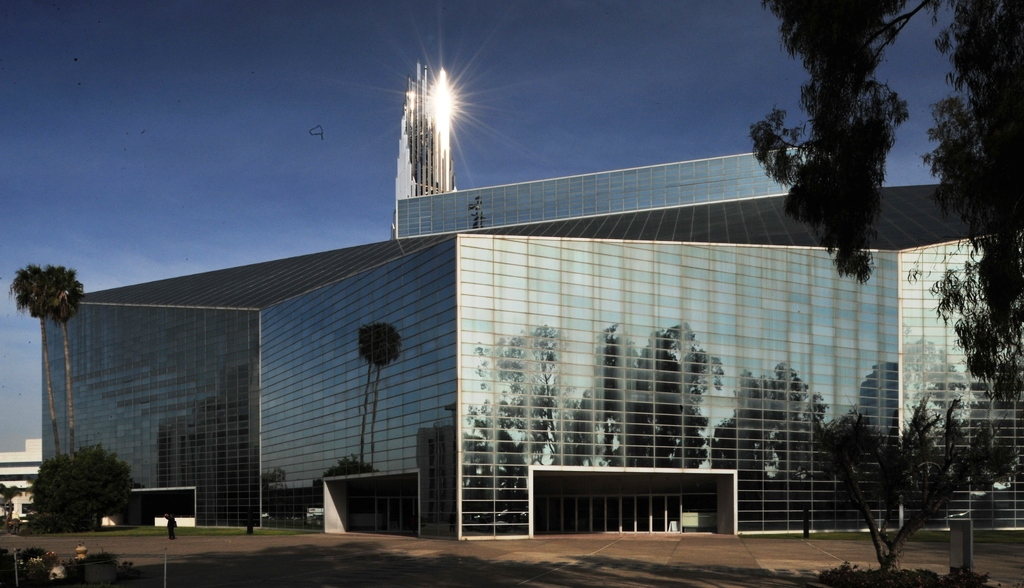
الكنيسة في عام 2011

في 9 يونيو 2012، أعلنت الأبرشية أن الكاتدرائية الجديدة سوف تعرف باسم «كاتدرائية المسيح» عندما أصبحت الكاتدرائية المقر الجديد للأبرشية،  وسوف يصبح كريستوفر سميث فيما بعد نائبا في الأبرشية. وتم تعيين الاسم الجديد من قبل الكرسي الرسولي، في حين أنه تم وضع بعض الاقتراحات أيضا من قبل الأبرشية وأعضائها.
قدمت وزارات كاتدرائية كريستال آخر خدماتها العبادية في المبنى يوم 30 يونيو، 2013. ثم قدمت الجماعة أول خدمة لها في بستان الراعي (كاهن الكنيسة) القريب، في حرم كنيسة القديس كاليستوس السابقة، في 7 يوليو 2013. والموقع الجديد هو 12921 شارع لويس في منطقة غاردن غروف، على بعد ميل واحد من جنوب كاتدرائية كريستال. وفي الوقت نفسه، تم نقل أبرشية سانت كاليستوس إلى حرم كاتدرائية كريستال وبدأ وفود الجماهير إليها. كما تم تغيير اسم مدرسة سانت كاليستوس الكاثوليكية إلى أكاديمية كاتدرائية المسيح ونقلها إلى مبنى أكاديمية كاتدرائية كريستال السابق في سبتمبر 2013. تستقبل أبرشية سانت كاليستوس حاليا الجماهير في حرم كاتدرائية كريستال في الوقت الذي يتم فيه تجديد مبنى الكنيسة الرئيسي. وتتوقع الأبرشية أن التجديد سيتم الانتهاء منه في عام 2017، في الوقت الذي سوف يكرس فيه رئيس الأساقفه رسميا المبنى السابق من كاتدرائية كريستال إلى كاتدرائية المسيح والقديس كاليستوس.
في 24 سبتمبر 2014، أصدرت أبرشية اقتراحها لإعادة تصميم مخطط لمبنى، بما في ذلك تغييرات واسعة في المناطق الداخلية التي تهدف إلى جعل المبنى أكثر ملاءمة للطقوس الكاثوليكية «التي تركز على المذبح» مع الحفاظ على بعض الصفات من التصميم الأصلي. ومن بين هذه التغييرات، سوف تكون الجدران الزجاجية مبطنة بزوايا «البتلات» التي من شأنها أن تقلل من كمية الضوء الخارجي، لتظهر وكأنها تصدر من المذبح. في نفس الوقت، وسوف يتم إضافة بتلات الأنوار الخارجية لتعزيز رؤية المبنى ليلا، لتترك أثرا يمكن وصفه بـ «صندوق النجوم». سيتم اصطفاف الطريق من موقف السيارات إلى الساحة بالأشجار (أشجار الكريب آلاس)، والتي ترمز إلى «بداية» القداسة في التقدم نحو المذبح. جنبا إلى جنب مع إعادة ترميمه، ومن المتوقع أن يتم طلاء جهاز هازل رايت باللون الأبيض بحيث يظل المذبح هو العنصر الأبرز بالمكان.

## الآلة الموسيقية
المقال الرئيسي: جهاز كاتدرائية كريستال
احتلت الكنيسة المرتبة رقم 273، لامتلاكها خامس أكبر جهاز أنبوبي صوتي في العالم. تم تشييده من قبل فراتيلي روفاتي بناءا على المواصفات التي وضعها فيرجيل فوكس وتم توسعته من قبل فريدريك سوان، والجهاز الذي تم بناؤه في عام 1962 لقاعة أوركسترا نيويورك (المعروف الآن بصالة ديفيد جيفن) يحتوي على مزيج كبير من الايولية وسكينر داخل الأنابيب، وجهاز روفاتي الذي تم تنصيبه في الحرم السابق للكنيسة. كان سوان هو المسئول عن العزف في كاتدرائية كريستال من عام 1982 إلى عام 1998. وبعد البث التليفزيوني الأسبوعي لكاتدرائية كريستال في يونيو 2013، تم تفكيك الجهاز للتجديد من قبل روفاتي بقيمة2000000 دولار بالولايات المتحدة؛ وسيتم إعادة تركيبه للبناء المخطط والذي سيعاد افتتاحه في عام 2017 المعروف بكاتدرائية المسيح.

## روابط خارجية
- الموقع الرسمي
- مقالات كاتدرائية كريستال في هافينغتون بوست